# Misión Congo-Balolo

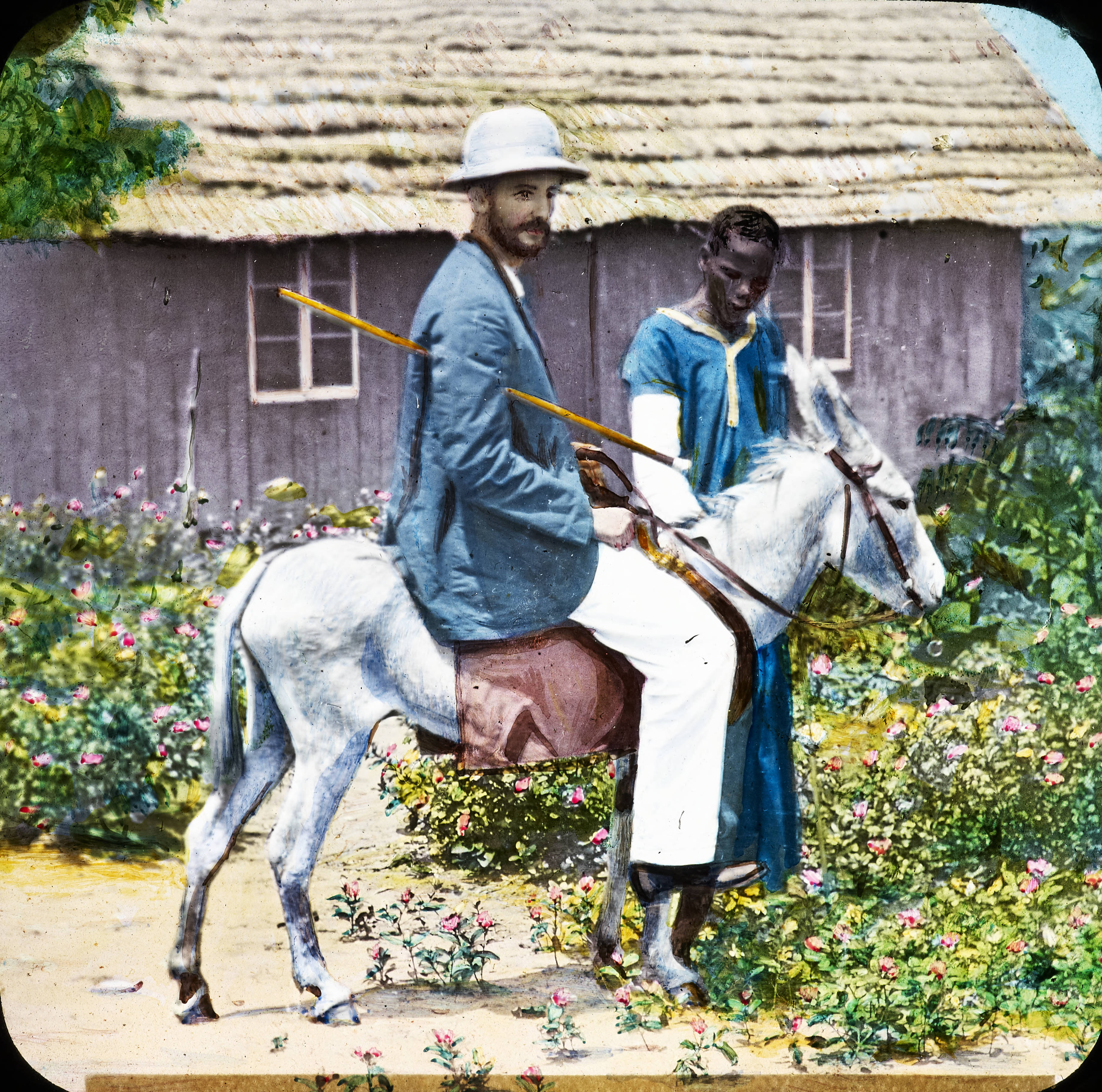
Misionero Congo-Balolo en burro, con hombre congoleño (c. 1910)

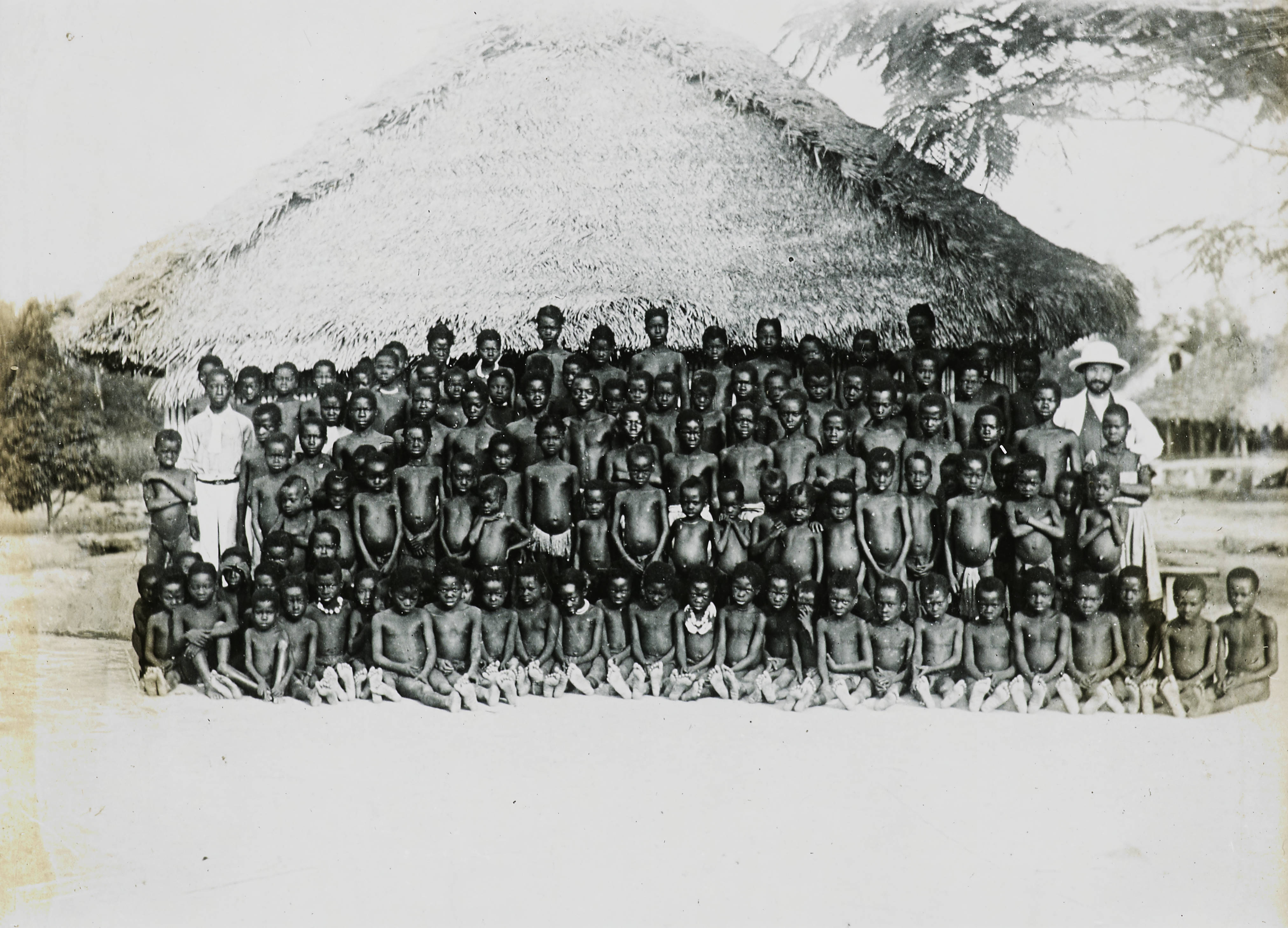
Misión misionera del Congo Balolo y muchachos de la aldea (c. 1910)

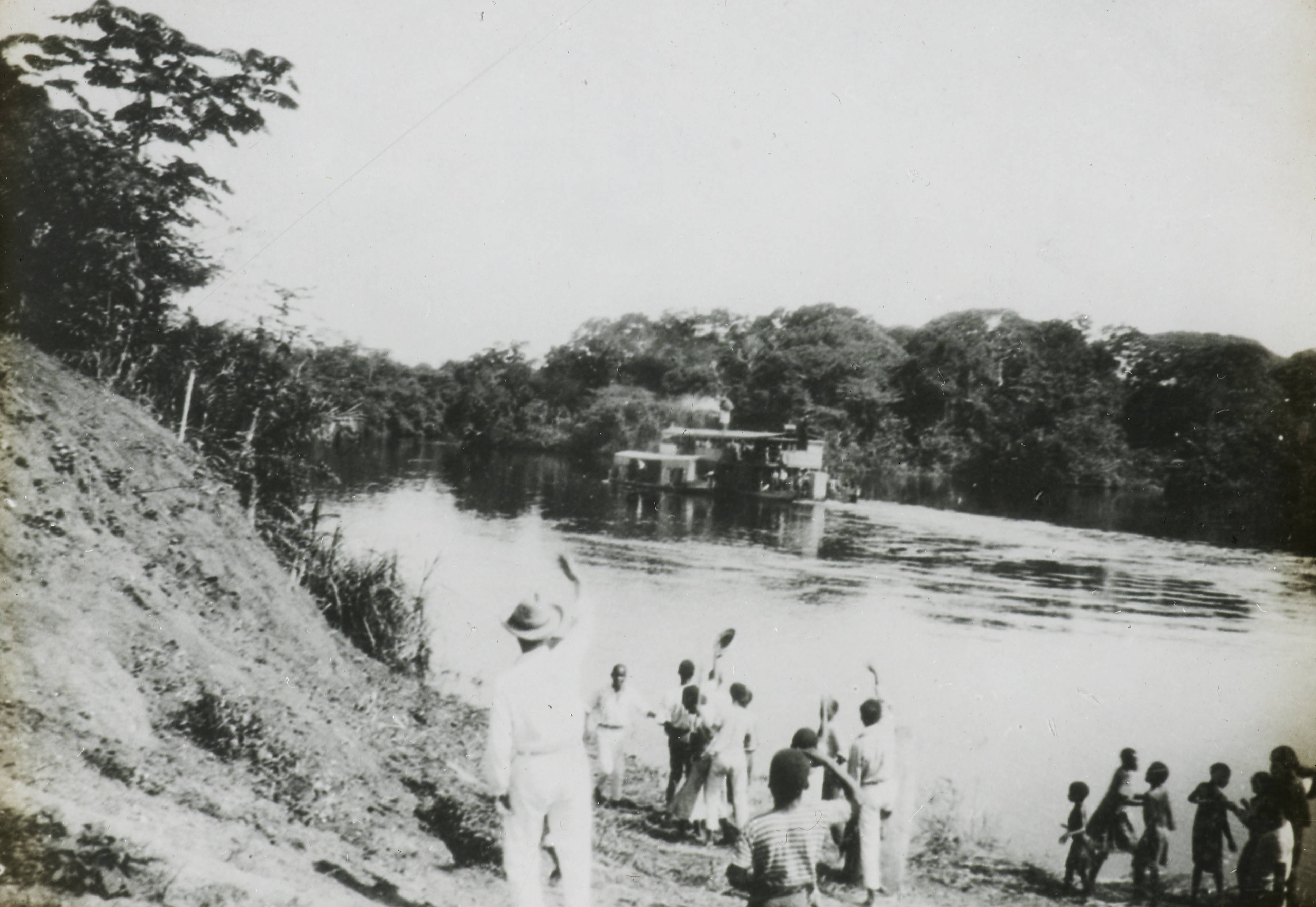
Desembarco de la Misión Congo-Balolo en el río Congo (c. 1910).(c. 1910)

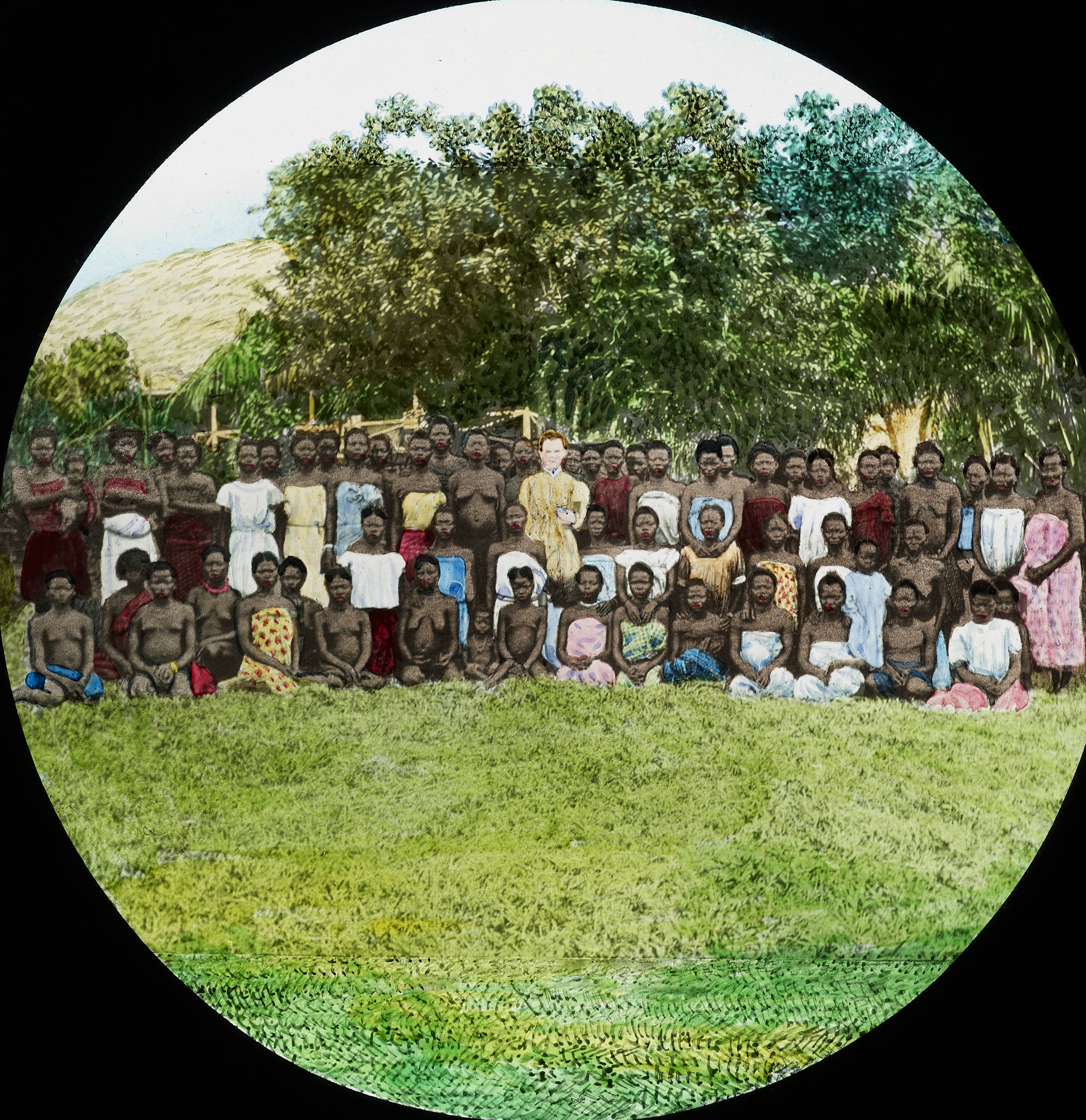
Mujeres congoleñas y misionera (c. 1910).

La Misión Congo-Balolo (CBM) fue una sociedad misionera baptista británica que estuvo activa en el Congo Belga, la actual República Democrática del Congo, de 1889 a 1915, predecesora de las «Regiones más allá de la Unión Misionera» (RBMU), establecida en 1900, que hoy se llama World Team..

## Formación
La figura principal en el establecimiento de la misión fue Henry ("Harry") Grattan Guinness II, que nació en Toronto el 2 de octubre de 1861, hijo del carismático predicador Henry Grattan Guinness. Harry Guinness estudió en el Hospital de Londres de 1880 a 1885, luego pasó dos años como ministro en Australia y Tasmania. En junio de 1887 Harry Guinness se convirtió en líder del East London Training Institute for Home and Foreign Missions, que sus padres habían establecido.
En 1888 hubo una Convención Misionera Mundial en el Exeter Hall de Londres. Harry pudo hablar con el Dr. Murdock, líder de la «Unión Bautista Misionera Americana» (ABMU), que había asumido la responsabilidad de la misión Livingstone Inland Mission (LIM) cuatro años antes. Harry se había entusiasmado con los planes de John McKittrick, un exmisionero de LIM que ahora trabaja para la ABMU, quien quería extender el campo de la actividad misionera río arriba en los afluentes del Congo al sur y al oeste de la gran curva de ese río. El Dr. Murdoch apoyó el plan, accediendo a liberar a McKittrick y también a prestar el ex vapor LIM Henry Reed por un año. La nueva misión se llamaba Misión Congo Balolo, con planes de operar en seis afluentes del sur del Congo: Lulonga, Maringa, Lopori, Ikelemba, Juapa y Bosira. Durante los años que siguieron murieron muchos de los misioneros, para ser reemplazados por nuevos voluntarios. Sólo seis de los primeros treinta y cinco misioneros de la CBM estaban vivos en 1900.

## Primeras actividades en el Congo
El primer grupo de voluntarios dejó Inglaterra en abril de 1889 y llegó a Matadi en agosto de 1889, desde donde caminaron río arriba hasta Pool Malebo. A la sociedad se le dio suficiente dinero para comprar un barco de vapor de pedal lateral llamado Pioneer, que fue enviado al Congo y que llegó en diciembre de 1889. El barco fue llevado por secciones a Pool Malebo donde fue reconstruido y botado. En marzo de 1891, utilizando primero el Henry Reed y luego el Pionero, los misioneros de la CBM habían establecido estaciones en Bonginda, Lulonga, Ikau y Bongandanga.
Según Fanny Guinness, La base de la Misión Congo Balolo es interdenominacional, simplemente cristiana y totalmente evangélica. Los miembros de cualquiera de las iglesias evangélicas son bienvenidos como obreros en ella. Sin embargo, la misión encontró que algunas de las misiones vecinas son más fáciles de trabajar que otras. La CBM firmó un acuerdo de cortesía con la «Misión Evangélica de l'Ubangi», pero tuvo dificultades para llegar a un acuerdo con la «Misión Discípulos de Cristo Congo» (DCCM), que tenía una filosofía bastante diferente. Una carta interna se quejaba de la DCCM de que han entrado en las aldeas de la CBM, en algunos casos colocando maestros y en otros casos bautizando a un gran número de nativos sin que nosotros nos refiriéramos a ellos.
Los misioneros llegaron en un momento de gran tensión. La  Anglo-Belga India Rubber Company del rey Leopoldo II de Bélgica estaba utilizando técnicas brutales para obligar a la población local a producir caucho, la esclavitud continuó y nuevas enfermedades epidémicas estaban causando considerables pérdidas de vidas. Esta ruptura y aparente fracaso de los viejos sistemas pudo haber hecho que la gente fuera más receptiva al nuevo mensaje traído por los misioneros. Los misioneros enseñaron a la gente local a difundir la palabra, y estos evangelistas comunicaron su comprensión de la Biblia con sus propias palabras.
Muchos de los misioneros procedían de la clase obrera y se enorgullecían de enseñar a sus estudiantes africanos habilidades prácticas como la imprenta o la carpintería. Con estas habilidades, los graduados de CBM fueron muy solicitados por el gobierno. Los misioneros también corrían el riesgo, a los ojos de los misioneros, de ser corrompidos por la falta de rigor de las grandes ciudades a las que iban a trabajar; por lo general, los misioneros tenían una visión rígida del bien y del mal, condenando prácticas como la poligamia, la vestimenta inmodesta y los bailes lascivos. Por otra parte, a veces se burlaban de los africanos que trataban de imitar demasiado de cerca las costumbres europeas. A pesar de estas desventajas, los misioneros lograron comunicar la esencia de su fe, que la población local adoptó y asimiló.

## Expansión a RBMU
En 1899 la CBM envió a sus primeros misioneros a la India, y en 1900 cambió su nombre a Regions Beyond Missionary Union (RBMU). La RBMU se expandiría a muchas otras partes del mundo.
En 1916, la RBMU contaba con cuarenta y un misioneros en el Congo, en nueve estaciones dispersas en un área del tamaño de Inglaterra, en 1932 el RBMU fundó el Hospital de Baringa y en 1945 abrió un segundo hospital en Yoseki. En 1955 había 32 000 miembros de la iglesia y 9000 niños en las escuelas de la misión en el Congo.